# Roisel
Roisel is een gemeente in het Franse departement Somme (regio Hauts-de-France) en telt 1929 inwoners (1999). De plaats maakt deel uit van het arrondissement Péronne.

## Geografie
De oppervlakte van Roisel bedraagt 10,2 km², de bevolkingsdichtheid is 189,1 inwoners per km².

## Verkeer en vervoer
In de gemeente ligt het gesloten spoorwegstation Roisel.
De onderstaande kaart toont de ligging van Roisel met de belangrijkste infrastructuur en aangrenzende gemeenten.

## Demografie
Onderstaande figuur toont het verloop van het inwonertal (bron: INSEE-tellingen).